# 扎季比
51°8′0″N 24°38′41″E / 51.13333°N 24.64472°E
扎季比（烏克蘭語：Задиби），是烏克蘭的村落，位於該國西部沃倫州，由科韋利區負責管轄，始建於1446年，面積1.42平方公里，海拔高度171米，2010年人口160，人口密度每平方公里112人。